# Правилата не важат
„Правилата не важат“ (на английски: Rules Don't Apply) е американска романтична трагикомедия от 2016 г., написана, продуцирана и режисирана от Уорън Бейти. Тя е свободно базирана на живота на популярния филмов режисьор Хауърд Хюз. Ансамбловият актьорски състав включва Бийти, в неговата актьорска екранна роля след 15 години, Анет Бенинг, Матю Бродерик, Лили Колинс и Олдън Ехренрайх. Развит в Холивуд през 1958 г., филмът се разказва за романтичната връзка между младата актриса и шофьор, която е забранена от служителя им Хауърд Хюз.
Световната премиера е на 10 ноември 2016 г. в „Ар Фай Фест“ и е пуснат по кината в Съединените щати на 23 ноември 2016 г. от „Туентиът Сенчъри Фокс“.